# Байдарські ворота (перевал)
Байда́рські воро́та (крим. Baydar boğazı) — перевал через Головне пасмо Кримських гір. Перевал Байдарські ворота знаходиться між г. Челебі (657 м) на заході та Чху-Баїр (705 м) на сході, на висоті 527 м. Сполучає Байдарську долину з узбережжям Чорного моря. Завдяки чудовим краєвидам Байдарські ворота є одним з найулюбленіших місць масового туризму.

## Назва
Байдарські ворота власну назву дістали від найменування Орлинівської долини *Baider — ova з тюркської *baider «чудова», *ova «рівнина». Прикметникова частина складного топоніма утворена від Байдар та суфікса -ські.

Пам'ятний знак партизанам біля Байдарських воріт

## Історія
Через Байдарські ворота проходить старий автошлях Севастополь—Алупка—Ялта, що будувався з ініціативи генерал-губернатора Новоросійського краю графа Михайла Семеновича Воронцова.
На Байдарському перевалові знаходиться пам'ятник архітектури Байдарські ворота. Він споруджений в 1848 році за проєктом відомого ялтинського архітектора Карла Івановича Ешлімана на честь закінчення будівництва автошляху. Байдарський перевал — важливий стратегічний пункт. У листопаді 1941 року, коли німецькі війська рвалися до Севастополя, невеликий підрозділ прикордонників під командуванням О. С. Терлецького більш ніж на добу перетнув їм шлях, давши можливість головним силам Червоної Армії відійти до міста-фортеці. У живих залишилися тільки 6 прикордонників, які примкнули до Балаклавського партизанського загону. У лютому 1942 року О. С. Терлецький потрапив у полон до окупантів. Після жорстоких катувань 25 березня його розстріляли. У Фороському парку встановлено пам'ятник герою, його ім'ям названа одна з вулиць селища.

## Джерело
- Українська радянська енциклопедія : у 12 т. / гол. ред. М. П. Бажан ; редкол.: О. К. Антонов та ін. — 2-ге вид. — К. : Головна редакція УРЕ, 1974–1985.
- Байцар Андрій. Крим. Нариси історичної, природничої та суспільної географії: навч. посіб. / А. Л. Байцар; Львів. нац. ун-т імені І. Франка. — Львів. : Видавничий центр ЛНУ ім. Івана Франка, 2007. — 224 с.
- Байцар Андрій.  Географія Криму.: навч.-метод. посібник / А. Л. Байцар.  — Львів: ЛНУ імені Івана Франка, 2017.  — с. 301.
- Горный Крым. Атлас туриста / ГНПП «Картографія», Укргеодезкартографія ; ред.: Д. И. Тихомиров, Д. В. Исаев, геоинформ. подгот. Е. А. Стахова. — К. : ДНВП «Картографія», 2010. — 112 с.